# Morne Caca Cochon
Morne Caca Cochon es una localidad de Santa Lucía, que forma parte del distrito de Dennery.